# 設治局
設治局為中華民國已廢止的二級行政區，隸屬於省政府。

## 作为行政区划层级的历史演变
在边远省份或多民族聚居区，由于政治经济落后，不能设立县治，又需要有相当机关加以治理，以往各省已在这一类地区设立了与县治相等的特殊组织，如新疆、贵州的“分县”，云南的“临时行政委员”，广东的“化徭局”、“化黎局”等等，名目极多。
设治局在清朝末年出现，凡是某一个地方预备成立新的县政府之前，总督署、巡抚署或省政府可预先成立设治局，以筹备之，行政主官为设治员或设治委员。
辛亥革命后，县行政制度由各省自订，极为混乱。1913年1月8日《划一现行各县地方行政官厅组织令》颁行后，才趋于统一，规定凡有直辖地方的府、直隶厅，直隶州和与县同级的厅、州等地方，一律改称为县，行政长官一律改称县知事，行政机关一律改称县知事公署，简化了地方行政层级。1914年5月23日，北洋政府公布《县官制》，规定县知事的主要职权是依法发布县令或县单行章程、任命县所辖各级行政官员、为维持治安得调用本县警备队等地方武力，未设法院的县由县知事兼理司法。
南京国民政府1927年6月9日下令各县一律改行县长制。1928年9月，国民政府公布《县组织法》，1929年6月，国民政府重订《县组织法》。该两法奠定了国民政府县制的基本内容。 国民党政府为统一行政，于1931年6月颁布了《设治局组织条例》，规定在不宜于设县的情况下一律设立“设治局”。设治局虽与县同级，其机构较县政府简单，《设治局组织条例》规定设局长一人，置佐理员并酌用雇员。设治局不设县级自治机关。民國33年（1944年）修正《設治局組織條例》。
依據民國20年（1931年）《設治局組織條例》第一條，凡是某一個地方預備成立新的縣政府之前，省政府可預先成立設治局，以籌備之。同法二次版本第三第四條都規定，設治局置局長一人，受省政府之指揮、監督，並於不牴觸中央及省之法令範圍內，得發布局令及單行規章。依照 中華民國年鑑九十四年版 全國共有設治局三十四個。但由於此類行政區為授權省政府自行設置，故數字常有出入。
1944年全国共有60设治局。计：河北2，云南15，吉林1，黑龙江10，新疆11，宁夏2，甘肃2，热河2，察哈尔3，绥远2，西库2，陕西1，青海3，四川4。
1949年國共內戰戰敗失去中國大陸後，目前事實治理的臺灣地區沒有設治局。中華民國61年（1972年）3月7日，立法院通過《設治局組織條例》停止適用，同月18日公布。中華民國92年（2003年）5月13日廢止該法8條，同月28日公布。然而，《調度司法警察條例》第二條第一款仍然規定，市長、縣長、設治局長，於其管轄區域內為司法警察官，有協助檢察官、推事執行職務之責。

## 设治局清单
- 在 中華民國各省（市）縣（市）行政區域代碼 中，列有40個設治局，但實際僅有27設治局（沐愛、平昌、潞西、雷山、新源、民豐6設治局己實施縣制；興中、麥桑、農祥、紫湖、居延5設治局，為暫緩設局或尚未成立；布爾根設治局於民國36年裁撤；北碚管理局誤作北碚設治局）：

| 編號  | 行政區     | 所屬省分 |
| 08049 | 寧東設治局 | 西康省   |
| 08050 | 金湯設治局 | 西康省   |
| 08051 | 普格設治局 | 西康省   |
| 08052 | 瀘寧設治局 | 西康省   |
| 13114 | 瀘水設治局 | 雲南省   |
| 13115 | 隴川設治局 | 雲南省   |
| 13116 | 瑞麗設治局 | 雲南省   |
| 13117 | 貢山設治局 | 雲南省   |
| 13118 | 龍武設治局 | 雲南省   |

| 編號  | 行政區     | 所屬省分 |
| 13119 | 梁河設治局 | 雲南省   |
| 13120 | 寧蒗設治局 | 雲南省   |
| 13121 | 滄源設治局 | 雲南省   |
| 13122 | 蓮山設治局 | 雲南省   |
| 13123 | 盈江設治局 | 雲南省   |
| 13125 | 碧江設治局 | 雲南省   |
| 13126 | 福貢設治局 | 雲南省   |
| 13127 | 德欽設治局 | 雲南省   |
| 13128 | 寧江設治局 | 雲南省   |

| 編號  | 行政區       | 所屬省分 |
| 13129 | 耿馬設治局   | 雲南省   |
| 15133 | 都山設治局   | 河北省   |
| 15134 | 新海設治局   | 河北省   |
| 19093 | 黃龍設治局   | 陝西省   |
| 20071 | 肅北設治局   | 甘肅省   |
| 20072 | 卓尼設治局   | 甘肅省   |
| 22021 | 祁連設治局   | 青海省   |
| 35058 | 烏河設治局   | 新疆省   |
| 35078 | 七角井設治局 | 新疆省   |

- 列入 中華民國各省（市）縣（市）行政區域代碼 中，但尚未成立的設治局：

| 編號  | 行政區     | 所屬省分 |
| 07142 | 興中設治局 | 四川省   |
| 07143 | 麥桑設治局 | 四川省   |
| 07146 | 農祥設治局 | 四川省   |
| 21015 | 紫湖設治局 | 寧夏省   |
| 21016 | 居延設治局 | 寧夏省   |

- 未列入 中華民國各省（市）縣（市）行政區域代碼 中，但己成立的設治局：

| 編號 | 行政區       | 所屬省分 |
| 未定 | 臨冠邱設治局 | 山東省   |
| 未定 | 東萊設治局   | 山東省   |
| 未定 | 龍駒設治局   | 陝西省   |
| 未定 | 星川設治局   | 青海省   |

- 由設治局改制為縣的有：

| 編號  | 行政區                  | 所屬省分 |
| 未定  | 嵊泗設治局→嵊泗縣       | 江蘇省   |
| 07060 | 武隆設治局→武隆縣       | 四川省   |
| 07132 | 旺蒼設治局→旺蒼縣       | 四川省   |
| 07145 | 沐川設治局→沐川縣       | 四川省   |
| 07145 | 沐愛設治局→沐愛縣       | 四川省   |
| 07145 | 平昌設治局→平昌縣       | 四川省   |
| 08031 | 德昌設治局→德昌縣       | 西康省   |
| 08034 | 披砂設治局→寧南縣       | 西康省   |
| 08045 | 泰寧設治局→乾寧縣       | 西康省   |
| 08048 | 穆坪設治局→寶興縣       | 西康省   |
| 13124 | 潞西設治局→潞西縣       | 雲南省   |
| 14080 | 雷山設治局→雷山縣       | 貴州省   |
| 20017 | 拉卜楞設治局→夏河縣     | 甘肅省   |
| 20068 | 康樂設治局→康樂縣       | 甘肅省   |
| 22019 | 海晏設治局→海晏縣       | 青海省   |
| 22020 | 興海設治局→興海縣       | 青海省   |
| 21012 | 陶樂設治局→陶樂縣       | 寧夏省   |
| 23003 | 包頭設治局→包頭縣       | 綏遠省   |
| 23005 | 臨河設治局→臨河縣       | 綏遠省   |
| 23007 | 固陽設治局→固陽縣       | 綏遠省   |
| 23012 | 集寧招墾設治局→集寧縣   | 綏遠省   |
| 23014 | 安北設治局→安北縣       | 綏遠省   |
| 23016 | 狼山設治局→狼山縣       | 綏遠省   |
| 23017 | 晏江設治局→晏江縣       | 綏遠省   |
| 24017 | 寶昌招墾設治局→寶昌縣   | 察哈爾省 |
| 24013 | 商都招墾設治局→商都縣   | 察哈爾省 |
| 24014 | 康保招墾設治局→康保縣   | 察哈爾省 |
| 24018 | 新明設治局→新明縣       | 察哈爾省 |
| 24020 | 尚義設治局→尚義縣       | 察哈爾省 |
| 24019 | 崇禮設治局→崇禮縣       | 察哈爾省 |
| 25015 | 經棚設治局→經棚縣       | 熱河省   |
| 25016 | 林東設治局→林東縣       | 熱河省   |
| 25017 | 寧城設治局→寧城縣       | 熱河省   |
| 25018 | 凌南設治局→凌南縣       | 熱河省   |
| 25019 | 天山設治局→天山縣       | 熱河省   |
| 25020 | 魯北設治局→魯北縣       | 熱河省   |
| 35012 | 托克遜設治局→托克遜縣   | 新疆省   |
| 35020 | 河南設治局→寧西縣       | 新疆省   |
| 35021 | 特克斯設治局→特克斯縣   | 新疆省   |
| 35022 | 尼勒克設治局→鞏哈縣     | 新疆省   |
| 35023 | 溫泉設治局→溫泉縣       | 新疆省   |
| 35024 | 昭蘇設治局→昭蘇縣       | 新疆省   |
| 35025 | 新源設治局→新源縣       | 新疆省   |
| 35032 | 烏魯克恰提設治局→烏恰縣 | 新疆省   |
| 35044 | 阿合奇設治局→阿合奇縣   | 新疆省   |
| 35049 | 和豐設治局→和豐縣       | 新疆省   |
| 35050 | 裕民設治局→裕民縣       | 新疆省   |
| 35052 | 可可托海設治局→富蘊縣   | 新疆省   |
| 35053 | 布爾津設治局→布爾津縣   | 新疆省   |
| 35056 | 青格里河設治局→青河縣   | 新疆省   |
| 35066 | 民豐設治局→民豐縣       | 新疆省   |
| 35071 | 庫爾勒設治局→庫爾勒縣   | 新疆省   |
| 35074 | 和碩設治局→和碩縣       | 新疆省   |
| 35077 | 伊吾設治局→伊吾縣       | 新疆省   |

- 被裁撤的設治局：

| 編號   | 行政區       | 所屬省分 |
| 不適用 | 香山設治局   | 寧夏省   |
| 不適用 | 和興設治局   | 青海省   |
| 不適用 | 和順設治局   | 青海省   |
| 不適用 | 西樂設治局   | 青海省   |
| 不適用 | 通新設治局   | 青海省   |
| 不適用 | 香日德設治局 | 青海省   |
| 不適用 | 河曲設治局   | 青海省   |
| 不適用 | 白玉設治局   | 青海省   |
| 不適用 | 哈姜設治局   | 青海省   |
| 不適用 | 南屏設治局   | 青海省   |
| 不適用 | 沃野設治局   | 綏遠省   |
| 35059  | 布爾根設治局 | 新疆省   |